# نيوبورت نيوز لبناء السفن
نيوبورت نيوز لبناء السفن هي فرع من شركة هنتنغتون إينغلس للصناعات، وتُعد المصمم والمُصنّع والمجدّد الوحيد لحاملات الطائرات وواحدة من شركتين فقط تقومان ببناء الغواصات لصالح البحرية الأمريكية. تأسست عام ١٨٨٦ تحت اسم شركة تشيسابيك للأحواض الجافة والبناء، وتقع في مدينة نيوبورت نيوز بولاية فيرجينيا.
قامت الشركة ببناء أكثر من 800 سفينة، شملت سفنًا عسكرية وتجارية، وتمتد منشآتها على مساحة تفوق ٥٥٠ فدانًا (ما يعادل ٢٫٢ كيلومتر مربع).
تُعتبر أحواض بناء السفن هذه من أكبر جهات التوظيف في جنوب شبه جزيرة فرجينيا،
تقوم الشركة حاليًا ببناء حاملتي طائرات من فئة جيرالد فورد، وهما: جون كينيدي، وإنتربرايز.
في عام 2013 ، بدأت الشركة عملية إيقاف التشغيل لحاملة الطائرات إنتربرايز التي تعمل بالطاقة النووية، والتي كانت قد قامت ببنائها أيضًا سابقًا.
كما تقوم الشركة بتنفيذ برنامج إعادة تزويد بالوقود وصيانة شاملة لحاملات الطائرات من فئة نيميتز، وهو برنامج يستمر أربع سنوات ويشمل تزويد المفاعلات النووية بالوقود من جديد، إلى جانب تحديثات كبرى للسفينة.
وقد قامت الشركة هذا البرنامج ببناء خمس حاملات طائرات من فئة نيميتز، وهي:
- يو إس إس نيمتز
- يو إس إس دوايت أيزنهاور (CVN-69)
- يو إس إس كارل فينسن
- يو إس إس ثيودور روزفلت (سي في إن 71)
- يو إس إس ابراهام لينكون

وحتى نوفمبر عام 2017، كانت الشركة تعمل على تنفيذ البرنامج لحاملة الطائرات جورج واشنطن من نفس الفئة. .